# 拉吉夫·伦金
拉吉夫·伦金（1978年4月14日—），印度外交官，现任印度驻孟加拉国吉大港助理高级专员。

## 經歷
拉吉夫·伦金生於1978年4月14日。毕业于贾姆谢德布尔的圣雄甘地纪念医学院后，他在贾坎德邦的一个偏远部落地區担任醫療官，這段經歷使他獲得了服務不同部落社區的機會，并帮助他了解了他们丰富的传统和文化。
2011年，倫金加入印度外事服務部，他的首次海外派駐任务是2013年至2014年在印度驻墨西哥大使馆担任三等秘书，他还在墨西哥国立自治大学学习了西班牙语。2014年至2016年，他在新德里的外交部總部担任副处长，負責處理與斯里蘭卡和東盟國家的關係。2016年至2018年，在外交部的领事、护照和签证司，他负责引渡和司法协助事务。在前往吉大港任职之前，他于2018年至2021年，在印度駐布鲁塞尔外交使团任一等秘书，负责处理欧洲议会事务和與欧盟的外交关系。
2022年1月20日，就任印度驻吉大港助理高级专员。

## 個人生活
他会说印地语、英语和西班牙语，并且通晓摩揭陀語和孟加拉语。热爱印度音乐和舞蹈，喜欢运动、瑜伽以及阅读关于世界各地不同文化的书籍。
與妻子苏什米塔·伦金（Sushmita Ranjan）育有一子。